# Olav Nysæter
Olav Nysæter (Trysil, 28 febbraio 1955) è un ex calciatore norvegese, di ruolo attaccante.

## Palmarès

### Giocatore

#### Individuale
- Capocannoniere del campionato norvegese: 1

1983 (14 gol)